# Col de Macuègne
Le col de Macuègne est un col des Alpes françaises situé à 1 068 mètres d'altitude. Il relie Montbrun-les-Bains à Séderon, dans le département de la Drôme.

## Cyclisme
Le Tour de France a emprunté ce col à trois reprises, lors de la 16e étape du Tour 1956, lors de la 14e étape du Tour 1970 et lors de la 16e étape du Tour 2013, mais seul ce dernier passage a compté pour le classement du meilleur grimpeur. Il est alors classé en 2e catégorie ; c'est le Néerlandais Johnny Hoogerland qui le franchit en tête.